# Annapurna Himal

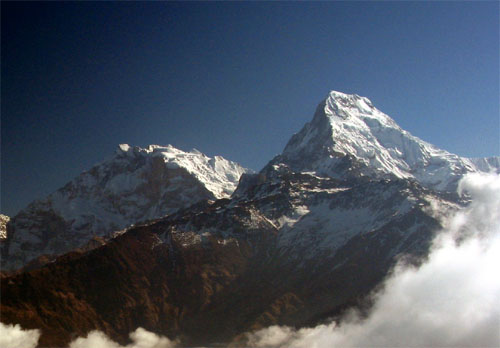
Annapurna I en Annapurna Daksin, vanaf Poon Hill

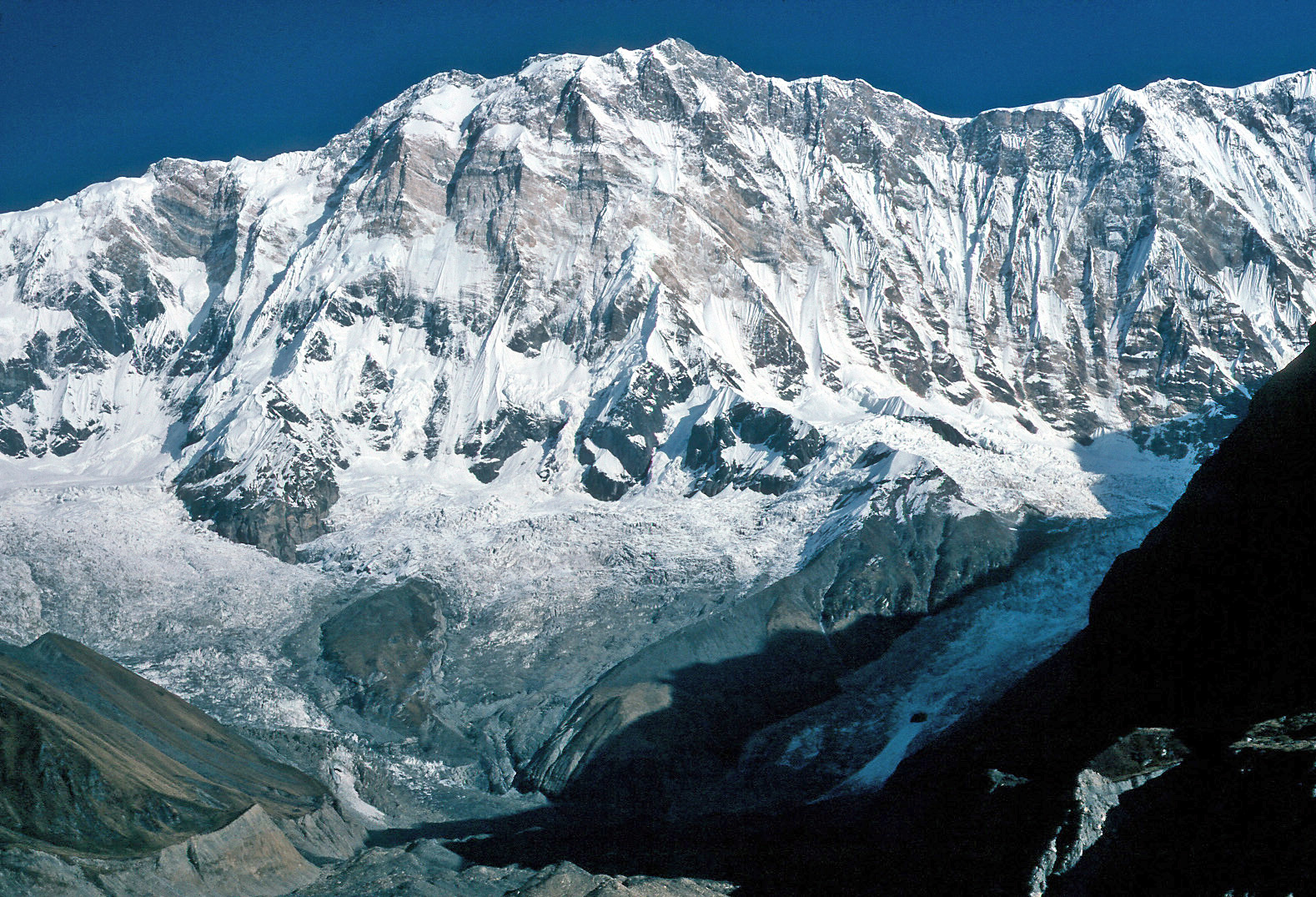
Annapurna I, foto gemaakt op ongeveer 4500 meter hoogte, boven het basiskamp

De Annapurna Himal of simpelweg Annapurna (Nepali / Nepalbhasa: अन्नपूर्ण, Annapūrṇa) is een 55 km lang bergmassief in de Nepalese Himalaya. Het massief ligt in het midden van Nepal, ten oosten van de kloof van de Kali Gandaki, die het scheidt van de Dhaulagiri. De naam "Annapurna" stamt uit het Sanskriet en staat voor "de godin van de oogst".
De belangrijkste bergtoppen in het massief zijn:
- Annapurna I (8091 m) - hoogste top van het massief / op negen na hoogste berg ter wereld
- Annapurna II (7937 m)
- Annapurna III (7555 m)
- Annapurna IV (7525 m)
- Gangapurna (7455 m)
- Annapurna Dakshin (7219 m)
- Machapuchare (6993 m)